# 松永希久夫
松永 希久夫（まつなが きくお、1933年5月11日 - 2005年10月11日）は、日本の神学者。東京神学大学名誉教授。

## 略歴
愛知県名古屋市生まれ。キリスト教徒の家庭に育つ。1957年国際基督教大学卒、東京神学大学大学院博士課程満期退学。神田盾夫に学ぶ。同大学助手、助教授、教授、学長を務め、2001年定年。
2005年10月11日、心不全のため死去。

## 主要著書
- 『市民共同体と大学』（能代大学問題懇談会、松永希久夫講演集） 1986.8
- 『ひとり子なる神イエス』（ヨルダン社、ヨハネによる福音書新解） 1987.4
- 『歴史の中のイエス像』（日本放送出版協会、NHKブックス） 1989.4
- 『神の民の信仰. 新約篇』（教文館） 1996.6
- 『イエスの生と死 聖書の語りかけるもの』（日本放送出版協会、NHKライブラリー） 2001.11
- 『新約聖書における教会形成』（教文館） 2007.2
- 『史的イエスの考察とキリスト論』（一麦出版社、松永希久夫著作集1） 2010.10
- 『ヨハネの世界』（一麦出版社、松永希久夫著作集2） 2011.2
- 『教会を生かす力』（一麦出版社、松永希久夫著作集3） 2011.8

## 翻訳
- 『編集史とは何か』（ノーマン・ペリン、ヨルダン社、聖書学の基礎知識） 1984.8
- 『キリスト教の起源 新約聖書概説』（S・ブラウン、勝田英嗣共訳、ヨルダン社、オックスフォード聖書概説シリーズ） 1987.12
- 『イエスの山上の説教』（W・D・デーヴィス、共訳、教文館、聖書の研究シリーズ） 1991.7
- 『福音書とイエス』（G・N・スタントン、北川美奈子, 石渡浩二, 渡辺善忠, 大住雄一共訳、ヨルダン社、オックスフォード聖書概説シリーズ） 1998.5
- 『ヨハネ福音書の神学』（D・M・スミス、新教出版社、叢書新約聖書神学） 2002.5